# Amerikai csíkosmókus
Az amerikai csíkosmókus (Tamias striatus) az emlősök (Mammalia) osztályának rágcsálók (Rodentia) rendjébe, ezen belül a mókusfélék (Sciuridae) családjába tartozó faj.
A Tamias emlősnem típusfaja.

## Előfordulása
Az Amerikai Egyesült Államok keleti, valamint Kanada délkeleti részén honos.
Lombhullató erdők lakója. Az olyan helyeket kedveli, ahol sok sziklaüreget talál.

## Alfajai
- Tamias striatus striatus Linnaeus, 1758 - szinonimája: Tamias striatus americanus Gmelin, 1788
- Tamias striatus doorsiensis Long, 1971
- Tamias striatus fisheri A. H. Howell, 1925
- Tamias striatus griseus Mearns, 1891
- Tamias striatus lysteri Richardson, 1829
- Tamias striatus ohioensis Bole & Moulthrop, 1942
- Tamias striatus peninsulae Hooper, 1942
- Tamias striatus pipilans Lowery, 1943
- Tamias striatus rufescens Bole & Moulthrop, 1942
- Tamias striatus venustus Bangs, 1896
- Tamias striatus quebecensis Cameron, 1950

## Megjelenése
Az állat fej-törzs-hossza 13,5-18,5 centiméter, farokhossza 7,5-11 centiméter és testtömege 70-140 gramm. A pofazacskói igen tágulékonyak. A mókus bundája piszkos-sárga, a hátán két fehér csík van, melyeket két-két fekete csík szegélyez. Lejjebb sötétbarna és sötétsárga csíkok sorakoznak egészen a fehér hasoldalig. Bozontos farkának felső oldala sötét, farka sárgás vagy vörösbarna. A bunda színe és mintázata azonban vidékenként változhat. Az amerikai csíkos mókus általában leharapja a makktermések és magok bántó éleit, és csak azután tömi meg élelemmel pofazacskóit. Az amerikai csíkos mókus abban különbözik a többi csíkosmókustól, hogy kettővel kevesebb őrlőfoga van.

## Életmódja
Nappal aktív, túlnyomórészt a talajon él és terjedelmes járatokat vág. Magányos állat, járatait egyedül lakja, közvetlen környékét védelmezi fajtársaitól.Néha egy nagyobb táplálékgyűjtő területet néhány mókus közösen is birtokolhat. Az üreg véd a kígyó, a róka, a vörös hiúz és a ragadozó madarak ellen; lehet több kijárata is, általában talajtakaró növényzet vagy fagyökerek fedik. Az éléskamrában azok a magok, melyeket elfelejtett elfogyasztani a mókus, kihajtanak. Tápláléka makktermések, magok, bogyók, gombák és alkalmanként rovarok és madártojások is. Hangos csettegő kiáltással figyelmeztetik egymást a veszélyre. Ősztől kora tavaszig téli álmot alszik, de enyhe téli napokon előbújhat táplálkozni.
A vadonban 2-3, fogságban 5-8 évig él.

## Képek

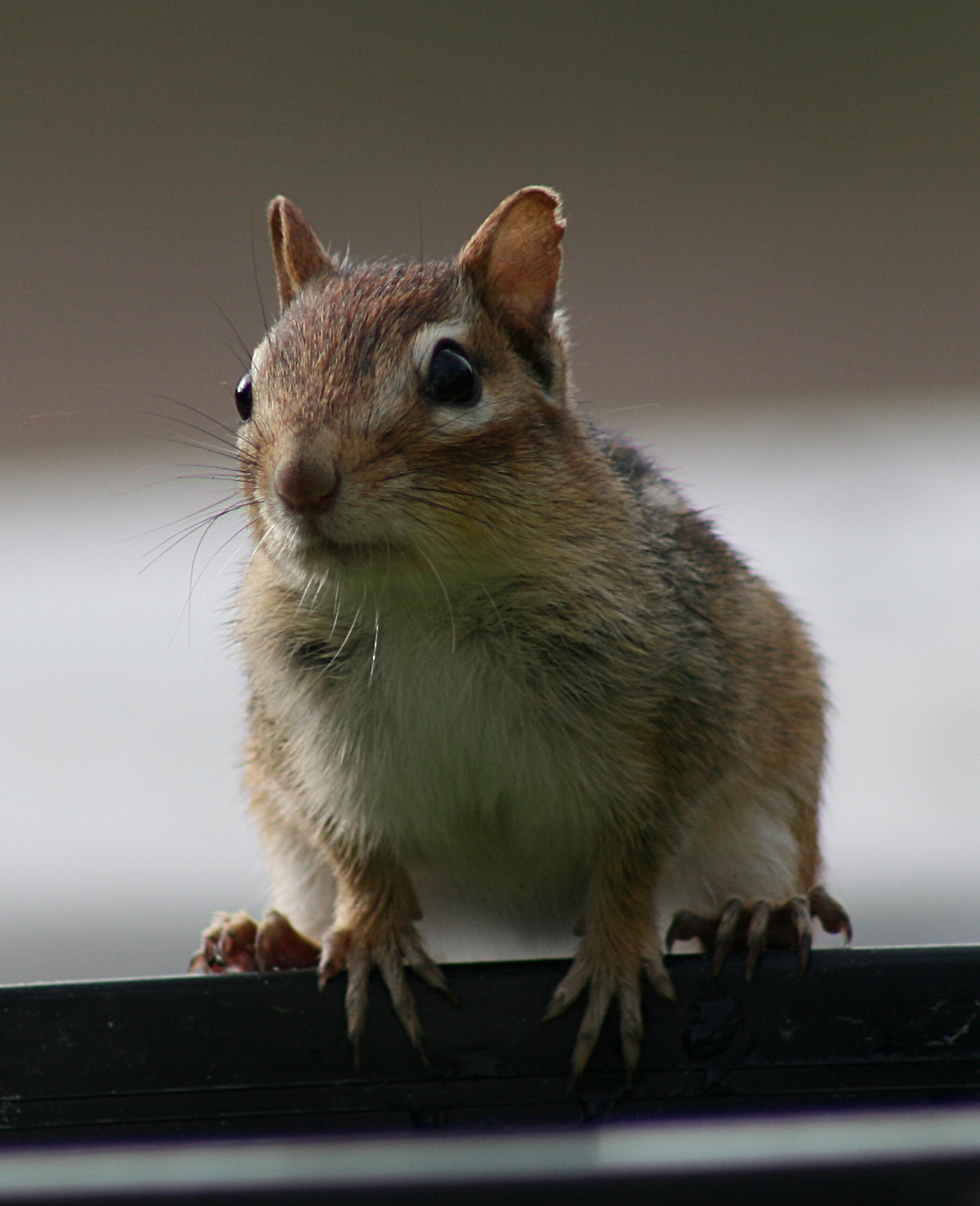
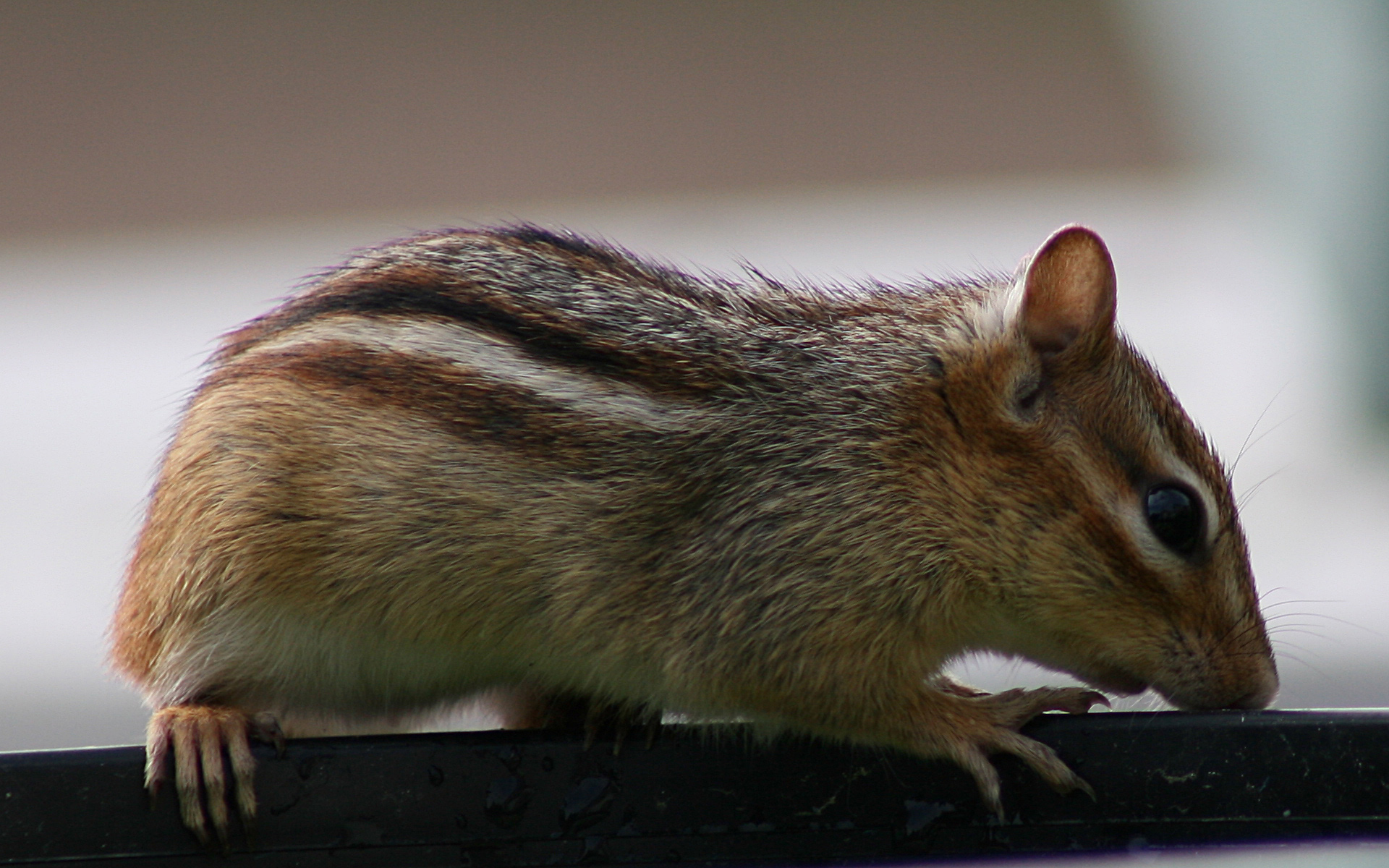
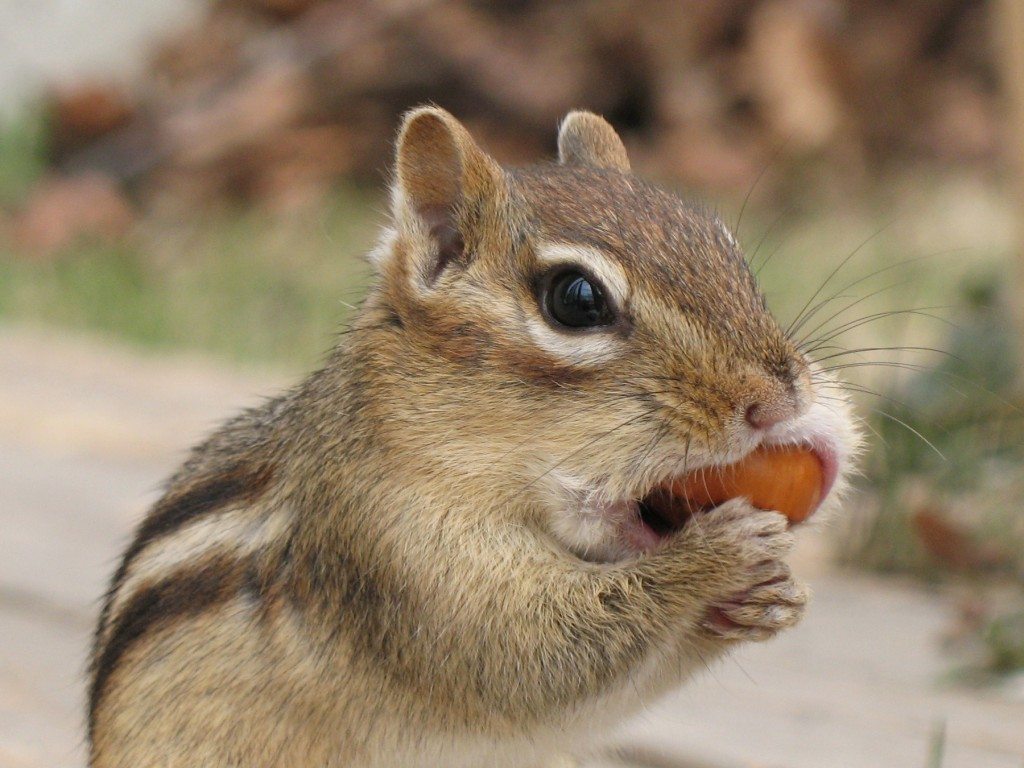
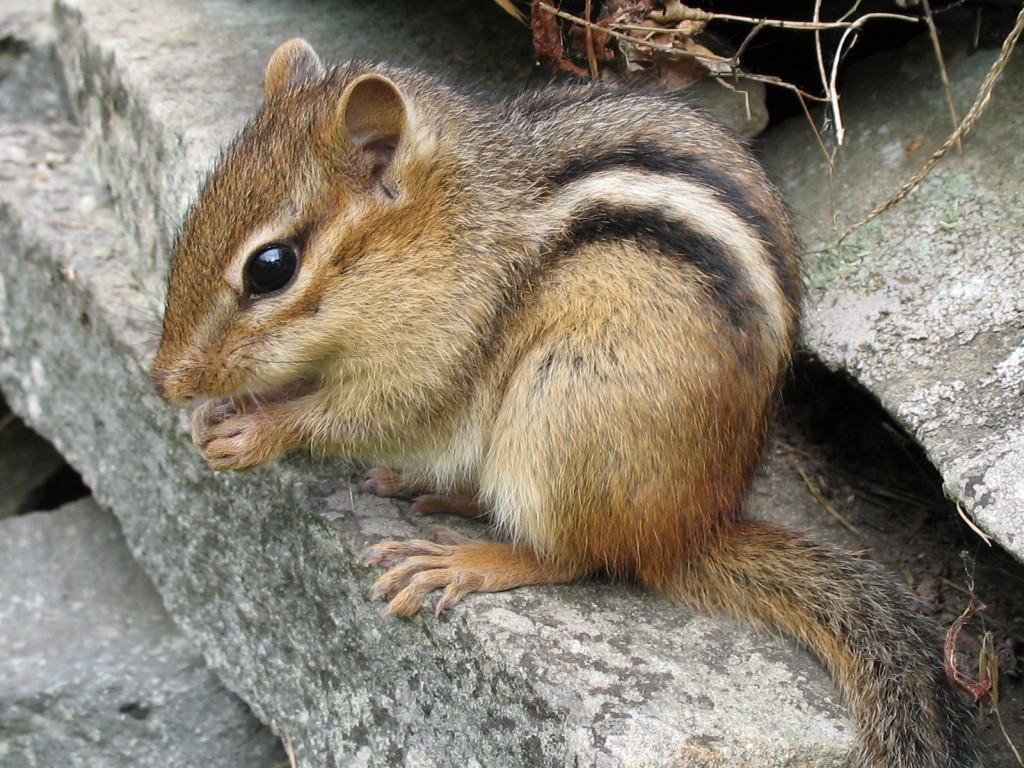

## Szaporodása
Az ivarérettséget 4-6 hónapos kortól éri el. A párzási időszak februártól áprilisig és júniustól augusztusig tart. A vemhesség 31 napig tart, ennek végén 1-9, általában 4 vagy 5 kölyök születik. Az elválasztás körülbelül egy hónap után következik be, de a kölykök még 6-8 hónapig a nősténnyel maradnak.